# Tomahawk (Comicserie)
Tomahawk ist der Titel einer Comicserie, die der US-amerikanische Verlag DC-Comics in den 1950er und 1960er Jahren veröffentlichte, sowie mehrerer weiterer Comicgeschichten um die gleichnamige Titelfigur.

## Inhalt und Autoren
Die Comics unter dem „Tomahawk“ Titel sind allesamt Westerncomics, die zur Zeit des Amerikanischen Unabhängigkeitskrieges spielen. Die eponyme Serie „Tomahawk“ erschien von 1950 bis 1972 und erreichte 140 Ausgaben.
Tomahawk-Geschichten erschienen darüber hinaus in den Ausgaben #69 bis 130 (1947 bis 1962) der Serie Star Spangled Comics – #69 vom Juni 1947 beinhaltet dabei die erste veröffentlichte Geschichte der Reihe – und in den Ausgaben #33 bis 101 (1948 bis 1959) der Serie World’s Finest Comics. Schöpfer der Titelfigur und des Handlungsszenarios sowie erster Autor der Tomahawk-Geschichten war der Amerikaner Joseph Samachson. Erster Zeichner und maßgeblicher Gestalter der Tomahawk-Geschichten war Edmund Good. Der wichtigste Autor der Tomahawk-Geschichten späterer Jahre war Ed France Herron, während als wichtigster Zeichner Fred Rax figurierte.

## Titelheld
Der Titelheld der Serie ist ein Mann namens Tom Hawk (in einigen Geschichten: Thomas Hawkins oder Thomas Haukins genannt) dem seine meisterhafte Handhabung der indianischen Streitwaffe des Tomahawks – einer traditionellen indianischen Streit- und Wurfaxt und der Standardwaffe der Krieger der irokesischen Konföderation, in deren Reihen Hawk während des britisch-französischen Krieges in den Jahrzehnten vor dem Unabhängigkeitskrieg gegen die Franzosen gekämpft hat – den Spitznamen Tomahawk eingebracht hat. Tom Hawk wurde durch George Washington rekrutiert.
Die Geschichten der Tomahawk-Comics liefern dementsprechend ungewöhnliche Westerngeschichten, in denen Hawk, ein geübter Trapper und Fährtenleser – der zudem in den Sprachen, Sitten und Gebräuchen der Ureinwohner beschlagen ist – eine als “Tomahawk’s Rangers” bekannte Gruppe von Guerillakämpfern gegen die Briten ins Feld führt. Höhepunkte der Serie sind unter anderem Hawks Begegnung mit dem jungen Davy Crockett und der lieblichen Miss Liberty, eine der ersten weiblichen, in Stars-and-Stripes gewandeten, patriotischen Heldinnen, sowie der abschließende Zehnteiler „Hawk, Son of Tomahawk“ in den finalen Ausgaben 131–140.
Zuletzt erschien 1998 ein von Rachel Pollack verfasstes One Shot bei Vertigo, dem DC-Imprint für speziell auf erwachsene Leser zugeschnittene Comics, das die Ursprungsgeschichte des Titelhelden noch einmal in modernem Zeichenstil gehaltenem Design nacherzählte.

## Wandlung der Handlungsinhalte
Während die meisten Geschichten sich vor dem Hintergrund des historischen Geschehens abspielten, handelten manche Ausgaben von eher typischen Comicthemen jener Zeit: den Kampf gegen Monster und paranormale Wesen, Zeitanomalien oder die Nutzung von besonderen technischen Innovationen: So z. B. vom eher abseitigen Kampf gegen Riesen-Gorillas, was jedoch auch anderen Comic-Serien wie Superman, The Flash (beide ebenfalls DC Comics) oder Airboy von Eclipse Comics passierte, oder die Herausforderung durch mehr an gigantischen Frühstücksflocken erinnernde Baummonster. In Tomahawk # 83 fand sich mit The Lost Valley zum einen eine deutliche Anleihe bei Arthur Conan Doyles Die vergessene Welt und zum anderen eine fast überholte Reminiszenz an die beliebten Dinosaurier-Comics der 1950er Jahre, wenn sich die Helden zunächst dem Angriff eines Brachiopoden erwehren müssen, der seinerseits von einem Allosaurus getötet wird. Selbst gegen ein riesiges grünes Frankenstein-Monster musste Tomahawk in # 103 The Frontier Frankenstein. kämpfen. Im Laufe der Jahre gab es wohl kaum eine Monsterspielart, gegen die Tom Hawk nicht bestehen musste: ein an das Ungeheuer von Loch Ness erinnerndes Seeungeheuer, einen riesenhaften, eisernen Roboterhäuptling oder etwa einen außerirdischen Häuptling. In einem Kampf gegen einen riesenhaften Greifvogel wurde sogar die Hilfe des legendären Rip Van Winkle Washington Irvings bemüht, der hier jedoch den Namen Rip van Ranger trug. Ein einziges Mal wurde Tom Hawk selbst zur monsterhaften Bedrohung: in The Lost Tribe of Tiny Warriors wurde er 1958 wie in Jonathan Swifts Gullivers Reisen als Riese von Miniaturindianern gefangen genommen.